# 佐藤智一
佐藤 智一（さとう ともかず、1958年12月17日 - ）は、日本の漫画家。岩手県東磐井郡川崎村（現：一関市）出身。

## 来歴
川崎村立薄衣小学校、川崎村立川崎中学校（現：一関市立）、岩手県立千厩高等学校を卒業後、平松伸二とコンタロウの下で4年間のアシスタントをしたのち、1978年『一狂はん』で第9回赤塚賞佳作を受賞。同年、『週刊少年ジャンプ』8月21日号（集英社）に掲載されてデビュー。
代表作である『壁ぎわ税務官』は、フジテレビ系列金曜エンタテイメント枠にてテレビドラマ化された。『ゴーストママ捜査線』は、2012年7月期に日本テレビ系列で連続ドラマ化された。

## 作品リスト
- 夜の蝉
- 湯上がりトマト
- ゆびきりげんまん[2]
- ゴーストママ捜査線
- 木々野さん家の夕食
- 壁ぎわ税務官[1]
- 怪より始めよ。
- ただいま!!（全9巻）[2]
- がんばらなくっちゃ
- 思い出スタンプ
- 月のうさぎ[2]
- 東京都新宿区歌舞伎町 プチッコホーム
- 匠三代シリーズ（原作：倉科遼）[1]
- メドツ日記（コミックいわて掲載）
- 424日、奇跡の鬼レシピ（原作：藤井満・藤井玲子、作：門脇正法、『ビッグコミックオリジナル増刊』2023年1月号[3] - ）

## 師匠
- 平松伸二
- コンタロウ